# High Museum of Art
El High Museum of Art (coloquialmente el High) es un museo de arte en Atlanta, Georgia, en el sureste de los Estados Unidos. Ubicado en Peachtree Street en Midtown, el distrito artístico de la ciudad, High es una división del Woodruff Arts Center 

## Historia
El museo fue fundado en 1905 como la Asociación de Arte de Atlanta. En 1926, la familia High, que da nombre al museo, donó la casa de su familia en Peachtree Street para albergar la colección después de una serie de exposiciones en las que participaron las Grand Central Art Galleries organizadas por el coleccionista de Atlanta JJ Haverty. Muchas piezas de la colección Haverty están ahora en exhibición permanente en High. Un edificio separado para el museo se construyó junto a la casa familiar en 1955.
El 3 de junio de 1962, 106 patrocinadores de las artes de Atlanta murieron en un accidente de avión en el aeropuerto de Orly en París, Francia, mientras estaban en un viaje patrocinado por un museo. Incluyendo a la tripulación y otros pasajeros, 130 personas murieron. Durante su visita a París, los patrocinadores de las artes de Atlanta habían visto a Whistler's Mother en el Louvre. En el otoño de 1962, el Louvre, como un gesto de buena voluntad hacia la gente de Atlanta, envió a la Madre de Whistler a Atlanta para ser exhibida en el museo de la Asociación de Arte de Atlanta en Peachtree Street.
Para honrar a los muertos en el accidente de 1962, se construyó el Atlanta Memorial Arts Center para la secundaria. El gobierno francés donó una escultura de Rodin The Shade to the High en memoria de las víctimas del accidente.
En 1983, un edificio de 12 500 m² diseñado por Richard Meier inaugurado para albergar el High Museum of Art. Meier ganó el premio Pritzker de 1984 después de completar el edificio. El edificio Meier fue financiado con una subvención de desafío de 7,9 millones de dólares del expresidente de Coca-Cola, Robert W. Woodruff, junto con 20 millones de dólares recaudados por el museo. El edificio altamente escultórico de Meier ha sido criticado por tener más belleza que cerebro. Por ejemplo, construido con hormigón blanco, el vestíbulo, un atrio gigante en el medio del cubo recortado del edificio, casi no tiene espacio para exposiciones, y las columnas en todo el interior restringen la forma en que los curadores pueden exhibir grandes obras de arte moderno. Además, dado que el atrio es solo uno de los cuatro cuadrantes, se ve como un camino lujosamente estructurado, pero vacío que conduce a las otras exhibiciones, lo cual es una lástima si se considera lo radiante y llena de luz que está la habitación. En 12 500 m², el edificio Meier tiene espacio para exhibir solo alrededor del tres por ciento de la colección permanente del museo. Aunque el edificio tiene oficialmente 12 500 m², solo unos 4800 m² es el espacio de la galería.
El edificio Meier, ahora el ala de la familia Stent, fue denominado el "logro supremo" del director Gudmund Vigtel por su sucesor, Michael Shapiro. Durante el mandato de Vigtel de 1963 a 1991, el tamaño de la colección permanente del museo se triplicó, se establecieron fondos patrimoniales y fiduciarios de más de 15 millones de dólares, el presupuesto operativo aumentó de 60 000 a 9 millones de dólares, y el personal se expandió de cuatro a 150.
En 2005, Renzo Piano diseñó tres nuevos edificios que duplicaron con creces el tamaño del museo a 29 000 m², a un costo de 124 millones de dólares. Los edificios de Piano fueron diseñados como parte de una mejora general de todo el complejo Woodruff Arts Center. Los tres nuevos edificios erigidos como parte de la expansión del High están revestidos con paneles de aluminio para alinearse con la elección original de Meier de una fachada de esmalte blanco. El diseño de Piano del nuevo Wieland Pavilion y Anne Cox Chambers Wing presenta un sistema de techo especial de 1000 palas de luz que capturan la luz del norte y la filtran hacia las galerías de la vía aérea.

## Colección

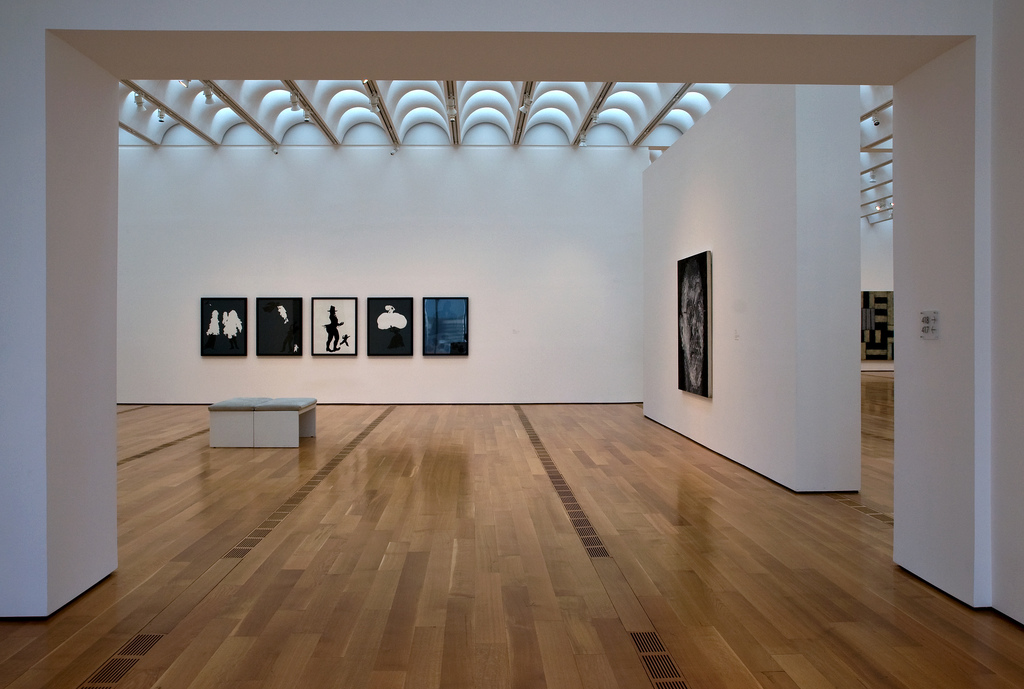
El interior del High Museum

La colección permanente del High Museum of Art incluye más de 18 000 obras de arte en siete áreas de colección: arte africano, arte estadounidense, artes decorativas y diseño, arte europeo, arte popular y autodidacta, arte moderno y contemporáneo y fotografía. Más de un tercio de la colección de High se adquirió después de que el museo anunciara sus planes de expansión en 1999. Los aspectos más destacados de la colección incluyen obras de Giovanni Battista Tiepolo, Claude Monet, Martin Johnson Heade, Dorothea Lange, Clarence John Laughlin y Chuck Close.

## Galería

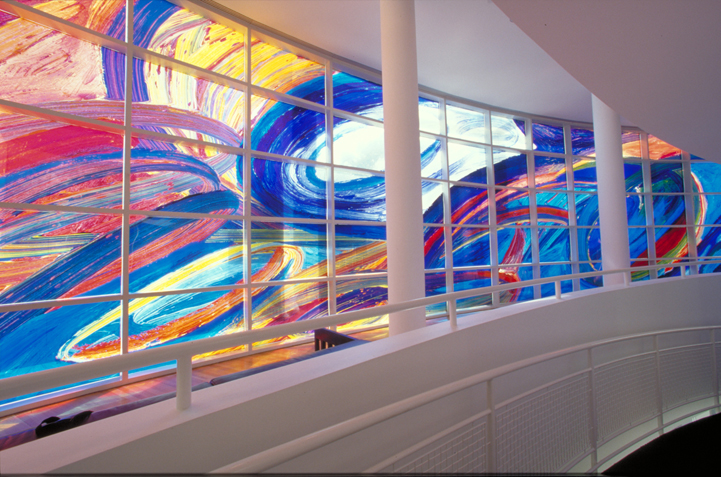
Retracings, una obra digital transparente de 1999 de Deanna Sirlin
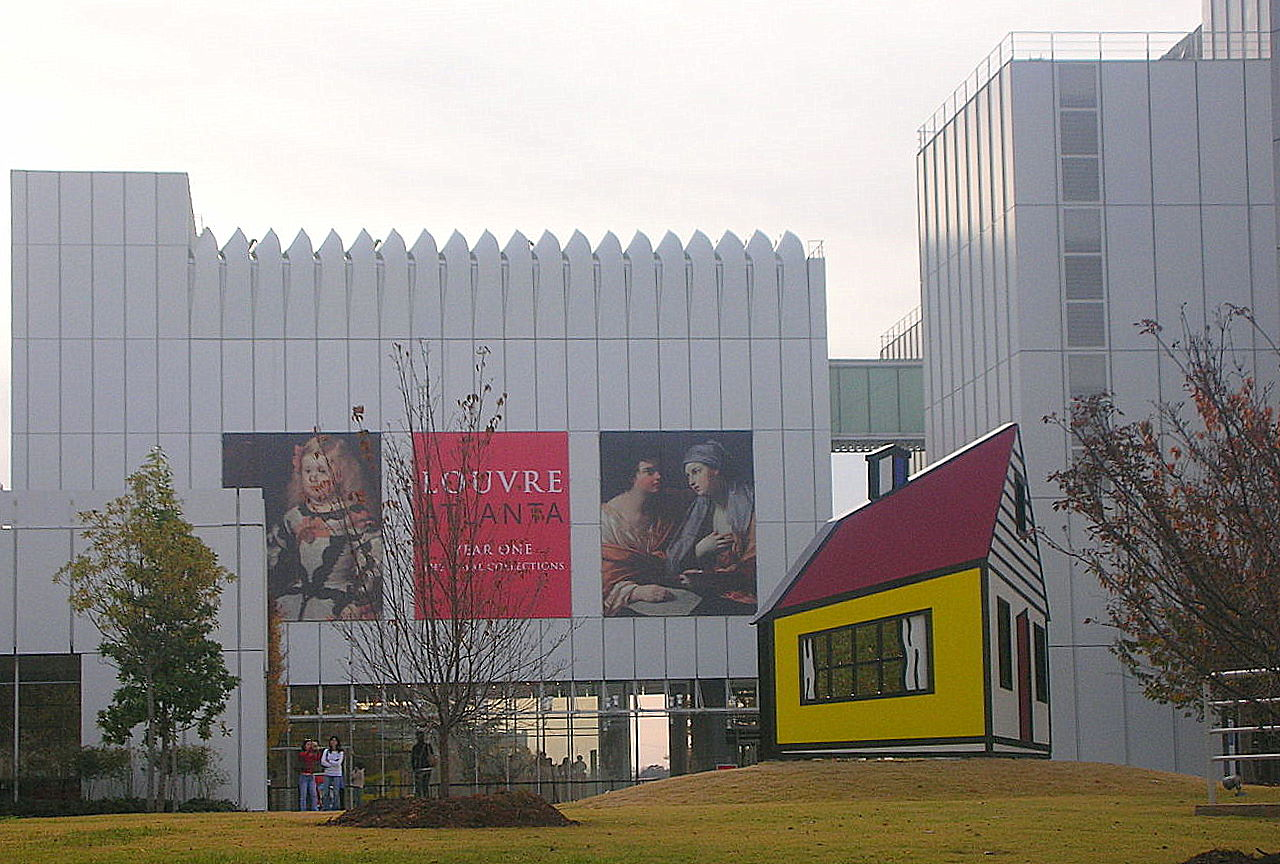
Parte de la nueva incorporación a High diseñada por Renzo Piano
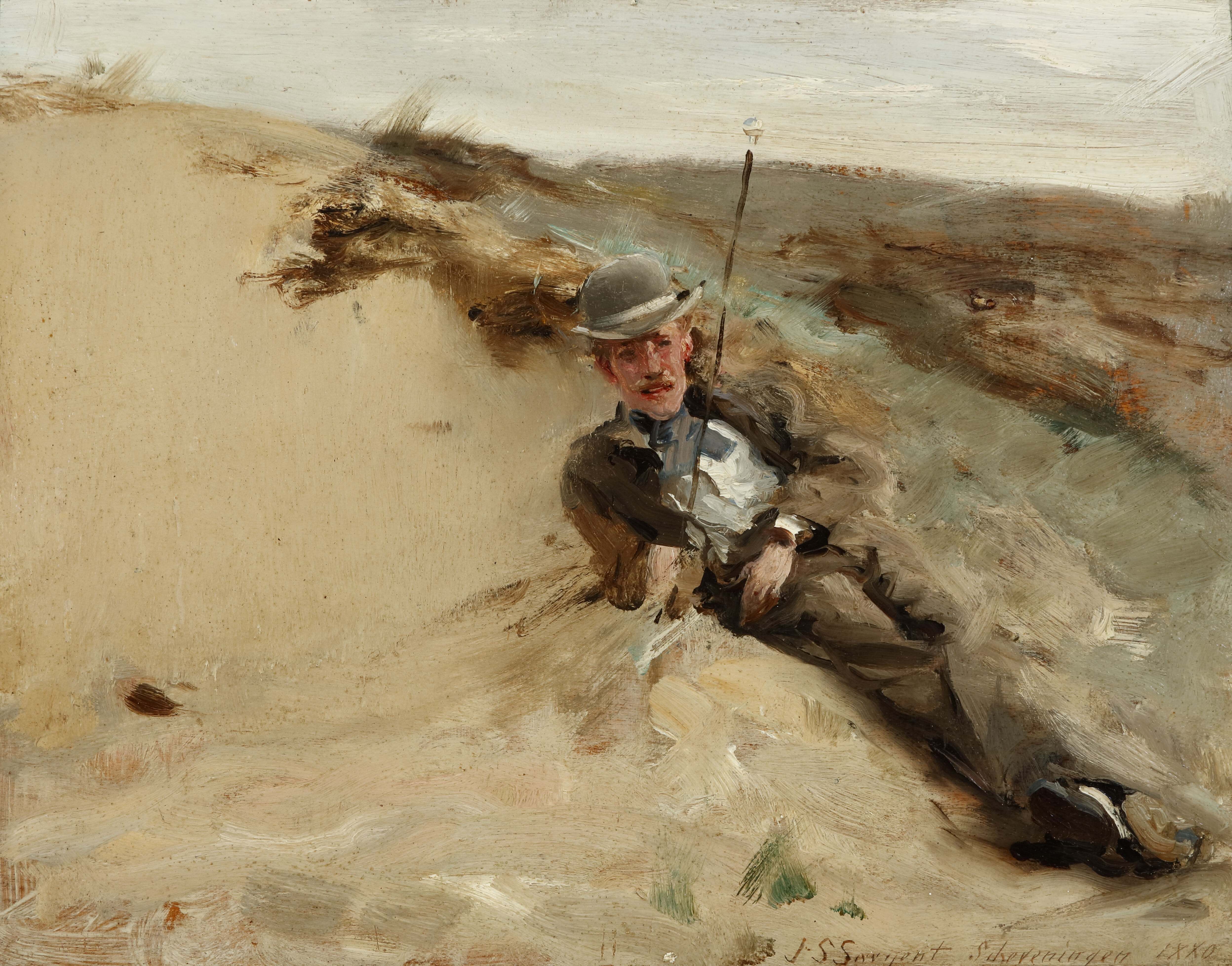
John Singer Sargent, Ralph Curtis en la playa de Scheveningen, 1880
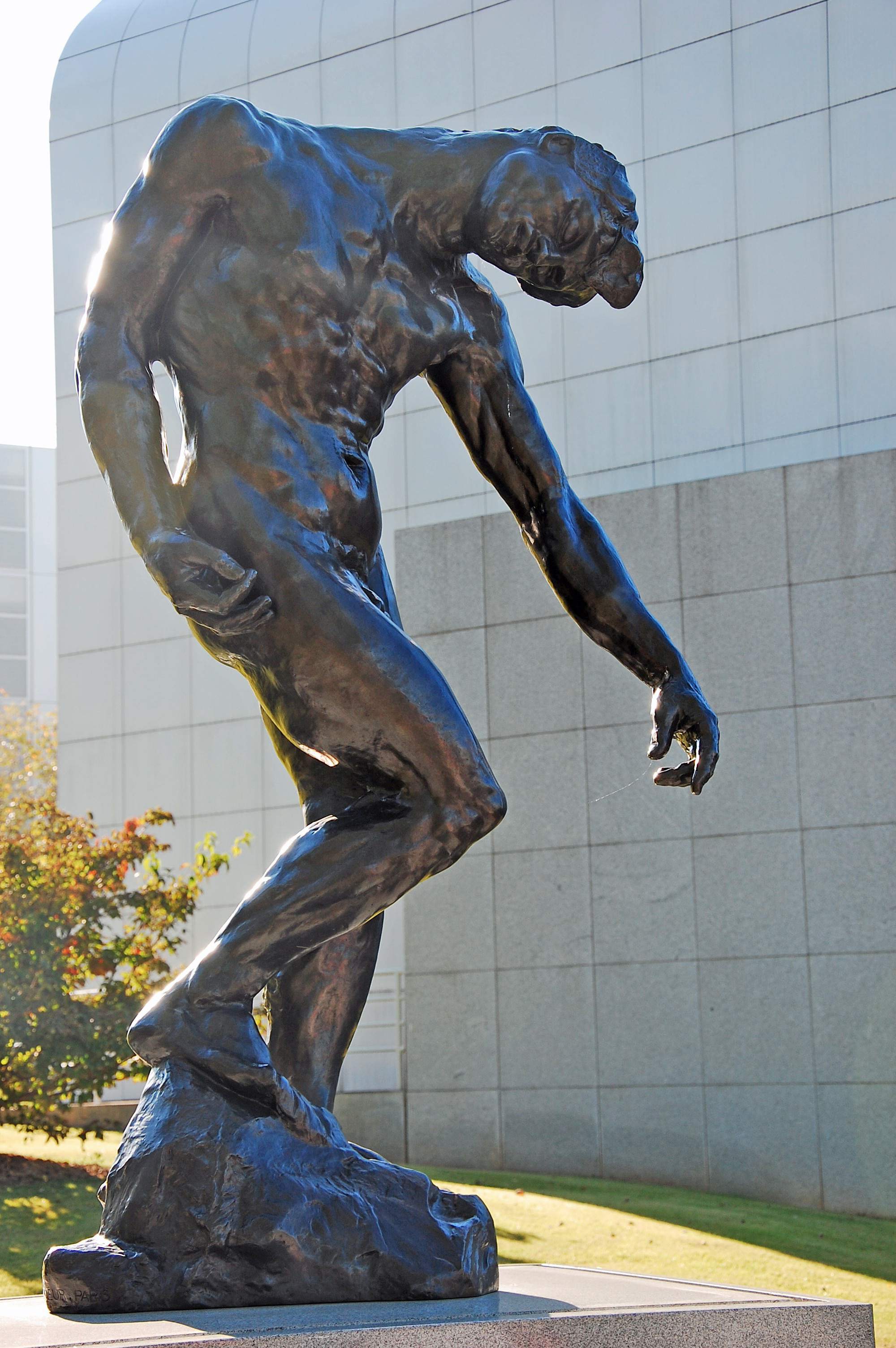
Una escultura de Auguste Rodin La sombra, 1880-81